# Castello di Fossa
El Castello di Fossa (Italiano para Castillo de Fossa)  es un castillo de la Edad Media en Fossa, Provincia de L'Aquila (Abruzzo), en Italia.

## Historia
El castillo de Fossa es el resultado típico de los fenómenos de incastellamento ocurrido en el tiempo medieval. El castillo es en la parte más alta del pueblo, en el lado oriental de la montaña Circolo, y se formó mediante la recolección de la población de qué había sido en la antigua ciudad de los Vestinos y de los Romanos de Aveia.
La estructura originales es del siglo XII con la torre del homenaje de arriba y la muralla trapezoidal que contenía las primeras casas. El desarrollo del pueblo entonces tuvo lugar fuera de la cerca del castillo. Esta tipología de castillo-recinto era común en esta área, con estructuras similares en San Pio delle Camere, Barisciano o Bominaco.

## Arquitectura
El punto más alto del castillo consta de una torre circular, de qué parte la muralla que delimita el recinto trapezoidal, rodeado por cuatro torres cuadradas. La torre es probablemente de atrás del siglo XII o XIII, mientras el resto del edificio probablemente es del siglo XIII o XIV.
La altura de las paredes es entre 8 y 10 metros, con un grosor sobre un metro y un adarve encima. En las esquinas inferiores de la muralla hay dos torres que también utilizadas como casas: en la pared del norte hay otra torre, mientras que la cuarta está al este.
El acceso principal al recinto está ubicado en la pared del norte este, y consta de una puerta con un arco apuntado en piedra. Una entrada secundaria es cerca la torre de suroeste.
La altura de la torre principal es de 17 metros y su diámetro de 8 metros. No tenía ninguna puerta y se accedía por una escalera almacenada a lo interior del edificio. Un puente levadizo conectaba la torre con el adarve en las muralla.